# فهرست گروه‌های تروریستی
این فهرست گروه‌های تروریستی است که دولت‌های مختلف و سازمان‌های بین‌المللی به عنوان یک گروه تروریستی تعیین کرده‌اند و این محکومیت تأثیر مهمی بر فعالیت‌های این گروه‌ها دارد. بسیاری از سازمان‌های متهم به تشکیل یک گروه تروریستی از تروریسم به عنوان یک تاکتیک نظامی برای رسیدن به اهداف خود استفاده می‌کنند. در حال حاضر هیچ توافق بین‌المللی دربارهٔ تعریف قانونی تروریسم وجود ندارد. برخی از سازمان‌ها دارای شاخه‌ها یا اجزای متعددی هستند، یک یا چندتای آنها ممکن است به عنوان تروریست تعیین شوند در حالی که بقیه نیستند.
این فهرست شامل افراد مستقل متهم به تروریسم که گرگ تنها به حساب می‌آیند نمی‌شود. همچنین گروه‌هایی که ممکن است به‌طور گسترده، به عنوان تروریست شناخته شوند، اما به‌طور رسمی با توجه به معیارهای یادشده به عنوان تروریست معین نشده باشند، در این فهرست نیامده‌اند.

## سازمان‌هایی که در حال حاضر به‌طور رسمی توسط دولت‌های مختلف به عنوان سازمان‌های تروریستی معرفی شده‌اند
| سازمان | سازمان                                                                    | تعیین‌کنندگان |
| --- | ------------------------------------------------------------------------- | --- |
| سازمان‌های فهرست شده توسط شورای امنیت سازمان ملل متحد کمیته پیگیری قطعنامه‌های ۱۲۶۷ (۱۹۹۹)، ۱۹۸۹ (۲۰۱۱) و ۲۲۵۳ (۲۰۱۵) در مورد داعش، القاعده، افراد، گروه‌ها، شرکت‌ها و نهادهای مرتبط |                                                                           | |
| | تیپ‌های عبدالله عزام                                                       | سازمان ملل متحد, آرژانتین, بحرین, کانادا, عراق, ژاپن, نیوزیلند, امارات متحده عربی, بریتانیا, ایالات متحده آمریکا |
| | ابو سیاف                                                                  | سازمان ملل متحد, آرژانتین, استرالیا, بحرین, کانادا, ژاپن, مالزی, نیوزیلند, فیلیپین, امارات متحده عربی, بریتانیا, ایالات متحده آمریکا |
| | ارتش اسلامی عدن ابین                                                      | سازمان ملل متحد, آرژانتین, بحرین, ژاپن, نیوزیلند, بریتانیا |
| | اتحاد محاکم اسلامی                                                        | سازمان ملل متحد, آرژانتین, ژاپن, نیوزیلند, بریتانیا |
| | مرابطون                                                                   | سازمان ملل متحد, آرژانتین, استرالیا, بحرین, کانادا, عراق, ژاپن, نیوزیلند, امارات متحده عربی, بریتانیا, ایالات متحده آمریکا |
| | جبهه النصره                                                               | سازمان ملل متحد, آرژانتین, استرالیا, بحرین, کانادا, ایران, عراق, ژاپن, قزاقستان, کویت, قرقیزستان لبنان, مالزی, نیوزیلند, سوریه, روسیه, عربستان سعودی, تاجیکستان, ترکیه, امارات متحده عربی, بریتانیا, ایالات متحده آمریکا                                                                                            |
| | القاعده                                                                   | سازمان ملل متحد, اتحادیه اروپا, آرژانتین, استرالیا, بحرین, برزیل, کانادا, چین, هند, اندونزی, ایران, جمهوری ایرلند, اسرائیل, ژاپن, قزاقستان, قرقیزستان, مالزی, نیوزیلند, پاکستان, پاراگوئه, روسیه, عربستان سعودی, تاجیکستان, ترکیه, امارات متحده عربی, بریتانیا, ایالات متحده آمریکا                                 |
| | القاعده در شبه‌جزیره عربستان                                               | سازمان ملل متحد, آرژانتین, استرالیا, بحرین, کانادا, ژاپن, مالزی, نیوزیلند, عربستان سعودی, امارات متحده عربی, ایالات متحده آمریکا |
| | گروه مبارزان اسلامی مراکش                                                 | سازمان ملل متحد, آرژانتین, استرالیا, بحرین, کانادا, ژاپن, مالزی, نیوزیلند, روسیه, امارات متحده عربی, ایالات متحده آمریکا |
| | انصار الشریعه (لیبی)                                                      | سازمان ملل متحد, آرژانتین, بحرین, عراق, ژاپن, نیوزیلند, ترکیه, امارات متحده عربی, بریتانیا, ایالات متحده آمریکا |
| | انصار الشریعه (تونس)                                                      | سازمان ملل متحد, آرژانتین, بحرین, عراق, ژاپن, نیوزیلند, تونس, امارات متحده عربی, بریتانیا, ایالات متحده آمریکا |
| | انصار الاسلام کردستان                                                     | سازمان ملل متحد, آرژانتین, استرالیا, بحرین, کانادا, ژاپن, نیوزیلند, امارات متحده عربی, بریتانیا, ایالات متحده آمریکا |
| | انصار دین                                                                 | سازمان ملل متحد, آرژانتین, بحرین, عراق, ژاپن, نیوزیلند, امارات متحده عربی, ایالات متحده آمریکا, کانادا |
| | انصارو                                                                    | سازمان ملل متحد, بحرین, عراق, ژاپن, نیوزیلند, بریتانیا, ایالات متحده آمریکا |
| | گروه مسلح اسلامی الجزایر                                                  | سازمان ملل متحد, آرژانتین, بحرین, کانادا, ژاپن, نیوزیلند, بریتانیا, |
| | لیگ پارتیزان‌ها                                                            | سازمان ملل متحد, آرژانتین, بحرین, کانادا, ژاپن, قزاقستان, نیوزیلند, روسیه, امارات متحده عربی, بریتانیا, ایالات متحده آمریکا |
| | بوکو حرام                                                                 | سازمان ملل متحد, استرالیا, بحرین, کانادا, عراق, ژاپن, مالزی, نیوزیلند, ترکیه, امارات متحده عربی, بریتانیا, ایالات متحده آمریکا |
| | امارت قفقاز                                                               | سازمان ملل متحد, آرژانتین, بحرین, کانادا, ژاپن, نیوزیلند, روسیه, امارات متحده عربی, بریتانیا, ایالات متحده آمریکا |
| | جهاد اسلامی مصر                                                           | سازمان ملل متحد, آرژانتین, بحرین, کانادا, ژاپن, نیوزیلند, روسیه, بریتانیا |
| | شبکه حقانی                                                                | سازمان ملل متحد, آرژانتین, کانادا, ژاپن, نیوزیلند, امارات متحده عربی, بریتانیا, ایالات متحده آمریکا |
| | جنبش جهاد اسلامی                                                          | سازمان ملل متحد, آرژانتین, بحرین, ژاپن, نیوزیلند, بریتانیا, ایالات متحده آمریکا |
| | حرکت المجاهدین                                                            | سازمان ملل متحد, بحرین, کانادا, ژاپن, نیوزیلند, هند, بریتانیا, ایالات متحده آمریکا |
| | جنبش شام الاسلام                                                          | سازمان ملل متحد, آرژانتین, بحرین, ژاپن, نیوزیلند, ایالات متحده آمریکا, مراکش |
| | جمعیت انصار                                                               | سازمان ملل متحد, استرالیا, کانادا, نیوزیلند, هند, پاکستان |
| | هیئت تحریر شام                                                            | سازمان ملل متحد, آرژانتین, سوریه نیوزیلند, روسیه, ترکیه, بریتانیا, ایالات متحده آمریکا, مراکش |
| | اتحادیه جهاد اسلامی                                                       | سازمان ملل متحد, آرژانتین, چین, قرقیزستان نیوزیلند, پاکستان, بریتانیا, ایالات متحده آمریکا |
| | جنبش اسلامی ازبکستان                                                      | سازمان ملل متحد, آرژانتین, استرالیا, بحرین, کانادا, چین, ژاپن, قزاقستان, قرقیزستان نیوزیلند, پاکستان, روسیه, تاجیکستان, امارات متحده عربی, بریتانیا, ایالات متحده آمریکا |
| | داعش صحرای بزرگ                                                           | سازمان ملل متحد, آرژانتین, کانادا, عراق, ژاپن, نیوزیلند, ایالات متحده آمریکا |
| | داعش                                                                      | سازمان ملل متحد, اتحادیه اروپا, آرژانتین, استرالیا, جمهوری آذربایجان, بحرین, کانادا, چین, مصر, هند, اندونزی, عراق, ایران, اسرائیل, ژاپن, اردن, قزاقستان, کویت, قرقیزستان لبنان, مالزی, نیوزیلند, پاکستان, پاراگوئه, سوریه, روسیه, عربستان سعودی, تاجیکستان, ترکیه, امارات متحده عربی, بریتانیا, ایالات متحده آمریکا |
| | داعش خراسان                                                               | سازمان ملل متحد, افغانستان, آرژانتین, استرالیا, کانادا, عراق, ژاپن, نیوزیلند, هند, ایالات متحده آمریکا |
| | داعش لیبی                                                                 | سازمان ملل متحد, استرالیا, عراق, ژاپن, ایالات متحده آمریکا |
| | داعش یمن                                                                  | سازمان ملل متحد, عراق, ژاپن, ایالات متحده آمریکا |
| | داعش غرب آفریقا                                                           | سازمان ملل متحد, ژاپن, ایالات متحده آمریکا |
| | جیش محمد                                                                  | سازمان ملل متحد, استرالیا, بحرین, کانادا, هند, ژاپن, نیوزیلند, پاکستان, امارات متحده عربی, بریتانیا, ایالات متحده آمریکا |
| | جیش مهاجرین و انصار                                                       | سازمان ملل متحد, بحرین, کانادا, ژاپن, نیوزیلند, ایالات متحده آمریکا |
| | جماعت انصار الدوله                                                        | سازمان ملل متحد, اندونزی, ژاپن, |
| | جماعت انصار التوحید                                                       | سازمان ملل متحد, بحرین, اندونزی, ژاپن, مالزی, نیوزیلند, ایالات متحده آمریکا |
| | جماعت نصر الاسلام و المسلمین                                              | سازمان ملل متحد, کانادا, عراق, نیوزیلند, بریتانیا, ایالات متحده آمریکا |
| | جماعت احرار                                                               | سازمان ملل متحد, آرژانتین, ژاپن, نیوزیلند, پاکستان, بریتانیا, ایالات متحده آمریکا |
| | جماعت اسلامی                                                              | سازمان ملل متحد, آرژانتین, استرالیا, بحرین, کانادا, اندونزی, ژاپن, مالزی, نیوزیلند, بریتانیا, ایالات متحده آمریکا |
| | جندالاقصی                                                                 | سازمان ملل متحد, آرژانتین, ژاپن, مالزی, نیوزیلند, عربستان سعودی, بریتانیا, ایالات متحده آمریکا |
| | جند الخلافه                                                               | سازمان ملل متحد, آرژانتین, بحرین, ژاپن, قزاقستان, نیوزیلند, بریتانیا, |
| | کتیبه امام بخاری                                                          | سازمان ملل متحد, آرژانتین, عراق, نیوزیلند, ژاپن, قرقیزستان ایالات متحده آمریکا |
| | لشکر طیبه                                                                 | سازمان ملل متحد, آرژانتین, استرالیا, بحرین, کانادا, هند, ژاپن, نیوزیلند, پاکستان, تاجیکستان, روسیه, امارات متحده عربی, بریتانیا, ایالات متحده آمریکا |
| | لشکر جهنگوی                                                               | سازمان ملل متحد, آرژانتین, استرالیا, بحرین, کانادا, ژاپن, نیوزیلند, پاکستان, بریتانیا, ایالات متحده آمریکا |
| | گروه مبارزات اسلامی لیبی                                                  | سازمان ملل متحد, آرژانتین, بحرین, ژاپن, نیوزیلند, |
| | گروه رزمندگان اسلامی مراکش                                                | سازمان ملل متحد, آرژانتین, بحرین, ژاپن, نیوزیلند, بریتانیا, مراکش |
| | جنبش وحدت و جهاد در غرب آفریقا                                            | سازمان ملل متحد, آرژانتین, بحرین, کانادا, ژاپن, نیوزیلند, ایالات متحده آمریکا |
| | مجاهدین شرق اندونزی                                                       | سازمان ملل متحد, آرژانتین, بحرین, ژاپن, اندونزی, مالزی, نیوزیلند, بریتانیا, |
| | انجمن احیای میراث اسلامی                                                  | سازمان ملل متحد, بحرین, ژاپن, نیوزیلند, روسیه |
| | طالبان پاکستان                                                            | سازمان ملل متحد, آرژانتین, بحرین, کانادا, ژاپن, نیوزیلند, پاکستان, امارات متحده عربی, بریتانیا, ایالات متحده آمریکا |
| | حزب اسلامی ترکستان                                                        | سازمان ملل متحد, اتحادیه اروپا, آرژانتین, بحرین, کانادا, چین, ژاپن, قزاقستان, قرقیزستان مالزی, نیوزیلند, پاکستان روسیه, تاجیکستان, ترکیه, امارات متحده عربی, بریتانیا |
| سایر سازمان‌ها |                                                                           | |
| | گنگ خیابان هجدهم                                                          | السالوادور |
| | سازمان ابونضال                                                            | اتحادیه اروپا, کانادا, ژاپن, بریتانیا, |
| | آدامیر                                                                    | اسرائیل |
| | اجناد مصر                                                                 | مصر, امارات متحده عربی, بریتانیا, ایالات متحده آمریکا |
| | بنیاد الاقصی                                                              | اتحادیه اروپا |
| | گردان‌های شهدای الاقصی                                                     | اتحادیه اروپا, کانادا, ژاپن, نیوزیلند, ایالات متحده آمریکا |
| | گردان‌های الاشتر                                                           | بحرین, کانادا, بریتانیا, ایالات متحده آمریکا |
| | البدر                                                                     | هند |
| | جماعت اسلامی مصر                                                          | اتحادیه اروپا, کانادا, اسرائیل, روسیه, امارات متحده عربی, بریتانیا, ایالات متحده آمریکا |
| | الغربا                                                                    | بریتانیا |
| | القاعده در شبه‌قاره هند                                                    | استرالیا, کانادا, هند, ژاپن, پاکستان, ایالات متحده آمریکا |
| | الشباب                                                                    | استرالیا, کانادا, ژاپن, مالزی, نیوزیلند, امارات متحده عربی, بریتانیا, ایالات متحده آمریکا |
| | الحق                                                                      | اسرائیل |
| | تیپ الکس بونکایائو                                                        | ایالات متحده آمریکا |
| | آخیل بهارات نپالی اکتا ساماج                                              | هند |
| | جنبش مبارزه عربی برای آزادی اهواز                                         | ایران |
| | بخش تسلیحات اتمی                                                          | بریتانیا, کانادا, استرالیا |
| | گردان آزوف                                                                | روسیه |
| | مرکز اقدامات و استراتژی‌های کاربردی بدون خشونت                             | امارات متحده عربی |
| | تکفیر و هجرت                                                              | اتحادیه اروپا, قزاقستان, قرقیزستان |
| | مجاهدین العمر                                                             | هند |
| | نیروی همگانی ببر تریپورا                                                  | هند |
| | انصار بیت‌المقدس                                                           | استرالیا, کانادا, مصر, نیوزیلند, امارات متحده عربی, بریتانیا, ایالات متحده آمریکا |
| | انصار الخلیفه فیلیپین                                                     | استرالیا, مالزی |
| | انصار الاسلام (بورکینافاسو)                                               | بریتانیا, ایالات متحده آمریکا |
| | ارتش نجات روهینگیا آراکان                                                 | مالزی, میانمار |
| | جیش الاسلام (نوار غزه)                                                    | امارات متحده عربی, ایالات متحده آمریکا |
| | ارتش مردان نقشبندیه                                                       | عراق, ایالات متحده آمریکا |
| | نیروی ضربتی آریایی                                                        | کانادا |
| | عصائب اهل حق                                                              | امارات متحده عربی, ایالات متحده آمریکا |
| | اوم شینریکو                                                               | کانادا, قزاقستان, روسیه, |
| | سپاه بدر                                                                  | امارات متحده عربی |
| | ببر خالصه                                                                 | اتحادیه اروپا, کانادا, هند, ژاپن, مالزی, بریتانیا |
| | نهضت آزادی بحرین                                                          | بحرین |
| | ارتش آزادی‌بخش بلوچستان                                                    | اتحادیه اروپا, پاکستان, بریتانیا, ایالات متحده آمریکا |
| | مبارزان آزادی اسلامی بانگسامورو                                           | استرالیا, مالزی |
| | گروه پایه                                                                 | کانادا, بریتانیا, استرالیا, نیوزیلند |
| | حتی مرکز                                                                  | اسرائیل |
| | خون و شرف                                                                 | کانادا |
| | ائتلاف میهن‌پرستان برای تغییر                                              | جمهوری آفریقای مرکزی |
| | جمعیت ونزوئلا                                                             | ونزوئلا (مجمع ملی) |
| | مبارزه ۱۸                                                                 | کانادا |
| | کمیته خیریه و همبستگی با فلسطین                                           | اسرائیل |
| | حزب کمونیست هند (مارکسیست)                                                | هند |
| | حزب کمونیست هند (مارکسیست–لنینیست) مبارزه طبقاتی                          | هند |
| | حزب کمونیست فیلیپین/ ارتش خلق جدید                                        | اتحادیه اروپا, ژاپن, نیوزیلند, فیلیپین, ایالات متحده آمریکا |
| | حزب کمونیست ترکیه/مارکسیست-لنینیست                                        | ترکیه |
| | توطئه هسته‌های آتش                                                         | ایالات متحده آمریکا |
| | بقایای ارتش جمهوری‌خواه ایرلند                                             | نیوزیلند, بریتانیا, ایالات متحده آمریکا |
| | هماهنگی آرکو مالکو                                                        | شیلی |
| | شورای روابط آمریکایی-اسلامی                                               | امارات متحده عربی, |
| | انجمن زنان                                                                | بریتانیا |
| | دارالاسلام اندونزی                                                        | اندونزی |
| | دیندرا انجومان                                                            | هند |
| | شعبه بین‌المللی دفاع از کودکان فلسطین                                      | اسرائیل |
| | حزب اتحاد دموکراتیک (سوریه)                                               | ترکیه |
| | جمهوری خلق دونتسک                                                         | اوکراین |
| | دختران ملت                                                                | هند |
| | پایگاه اطلاع‌رسانی ترکستان شرقی                                            | چین |
| | سازمان آزادی‌بخش ترکستان شرقی                                              | چین, قزاقستان, قرقیزستان عربستان سعودی |
| | میهن و آزادی باسک                                                         | اتحادیه اروپا, کانادا, نیوزیلند, بریتانیا, ایالات متحده آمریکا |
| | گروه‌های مقاومت ضدفاشیست یکم اکتبر                                         | اتحادیه اروپا |
| | ائتلاف جوانان ۱۴ فوریه                                                    | بحرین |
| | فیانا آیرین                                                               | بریتانیا |
| | نیروی ۱۷                                                                  | اسرائیل |
| | جنبش آزاد پاپوآ                                                           | اندونزی |
| | ارتش آزادی‌بخش ملی گارو                                                    | هند |
| | جبهه بزرگ تاخت و تاز اسلام شرق                                            | اتحادیه اروپا, ترکیه |
| | گرگ‌های خاکستری                                                            | قزاقستان, اتحادیه اروپا |
| | جنبش گولن                                                                 | شورای همکاری خلیج فارس, پاکستان, ترکیه, |
| | حماس                                                                      | اتحادیه اروپا, استرالیا, کانادا, اسرائیل, ژاپن, پاراگوئه, بریتانیا, ایالات متحده آمریکا, سازمان کشورهای آمریکایی |
| | گردان‌های عزالدین قسام                                                     | اتحادیه اروپا, استرالیا, کانادا, اسرائیل, ژاپن, نیوزیلند, بریتانیا, ایالات متحده آمریکا سازمان کشورهای آمریکایی |
| | حرکت انصار ایران                                                          | ایران |
| | جنبش مقاومت اسلامی نجباء                                                  | ایالات متحده آمریکا |
| | حرکات جهاد اسلامی بنگلادش                                                 | نیوزیلند, بریتانیا, ایالات متحده آمریکا |
| | حرکت مجاهدین/علمی                                                         | ژاپن, بریتانیا |
| | جنبش حسم                                                                  | کانادا, مصر, بریتانیا, ایالات متحده آمریکا |
| | حزب اسلامی گلبدین حکمتیار                                                 | کانادا |
| حزب‌الله لبنان | حزب‌الله لبنان                                                             | اتحادیه عرب, شورای همکاری خلیج فارس, آرژانتین, استرالیا, بحرین, کانادا, کلمبیا, آلمان, هندوراس, اسرائیل, مالزی, پاراگوئه, عربستان سعودی, امارات متحده عربی, بریتانیا, ایالات متحده آمریکا |
| | حزب‌الله کردی                                                              | ترکیه |
| | شاخه نظامی حزب‌الله لبنان                                                  | اتحادیه اروپا, بحرین, کانادا, مالزی, نیوزیلند, عربستان سعودی, امارات متحده عربی, بریتانیا, ایالات متحده آمریکا |
| | سازمان امنیت خارجی حزب‌الله لبنان                                          | آرژانتین, استرالیا, بحرین, کانادا, مالزی, عربستان سعودی, امارات متحده عربی, بریتانیا, ایالات متحده آمریکا |
| | حزب‌الله حجاز                                                              | عربستان سعودی, امارات متحده عربی |
| | حزب التحریر                                                               | چین, مصر, ایران, قزاقستان, پاکستان, روسیه, عربستان سعودی, تونس, تاجیکستان, ترکیه |
| | حزب المجاهدین                                                             | اتحادیه اروپا, هند, ایالات متحده آمریکا, کانادا |
| | شبکه هافستاد                                                              | اتحادیه اروپا |
| | بنیاد امداد و توسعه سرزمین مقدس                                           | اتحادیه اروپا, ژاپن اسرائیل |
| | جنبش حوثی‌ها                                                               | مالزی, عربستان سعودی, امارات متحده عربی ایالات متحده آمریکا, یمن (شورای رهبری ریاست‌جمهوری) |
| | حراس الدین                                                                | استرالیا |
| | مجاهدین هندی                                                              | کانادا, هند, ژاپن, نیوزیلند, امارات متحده عربی, بریتانیا, ایالات متحده آمریکا |
| | فدراسیون بین‌المللی جوانان سیک                                             | اتحادیه اروپا, کانادا, هند ژاپن, |
| | ارتش آزادی‌بخش ملی ایرلند                                                  | بریتانیا |
| | اسلام ۴ بریتانیا                                                          | بریتانیا |
| | نیروهای مدافع خلق                                                         | استرالیا, بریتانیا |
| | یگان‌های مدافع خلق                                                         | ترکیه, قطر |
| | سازمان آزادی‌بخش خلق ایرلند                                                | بریتانیا |
| | ارتش موقت جمهوری‌خواه ایرلند                                               | بریتانیا |
| | جهاد اسلامی – جماعت مجاهدین                                               | ژاپن, روسیه |
| | صندوق بین‌المللی امداد برای آسیب دیدگان و نیازمندان – کانادا               | کانادا |
| | اتحادیه جهانی علمای مسلمان                                                | بحرین, مصر, عربستان سعودی, امارات متحده عربی |
| | حزب نهضت اسلامی تاجیکستان                                                 | تاجیکستان |
| | سپاه پاسداران انقلاب اسلامی                                               | پارلمان اروپا, بحرین, عربستان سعودی, ایالات متحده آمریکا, کانادا, سوئد |
| نیروی قدس سپاه پاسداران انقلاب اسلامی | پارلمان اروپا, بحرین, عربستان سعودی, ایالات متحده آمریکا, کانادا, اسرائیل | |
| | داعش صحرای سینا                                                           | استرالیا, کانادا, ژاپن, مالزی, نیوزیلند, قطر, ایالات متحده آمریکا |
| | داعش مرکز آفریقا                                                          | ایالات متحده آمریکا |
| | جماعت الدعوه القرآن                                                       | ایالات متحده آمریکا |
| | جماعت الفرقان                                                             | ژاپن, بریتانیا |
| | جماعت مجاهدین بنگلادش                                                     | هند, مالزی, بریتانیا, بنگلادش |
| | جماعت انصار سوریه                                                         | اندونزی |
| | جمعیت اصلاح اجتماعی                                                       | روسیه |
| | زیرزمینی یهودی                                                            | اسرائیل |
| | جمعیت اسلامی افغانستان                                                    | روسیه |
| | اتحاد اسلامی اجناد الشام                                                  | روسیه |
| | جندالله                                                                   | ایران, نیوزیلند, ایالات متحده آمریکا |
| | کاخ و کاهنه چای                                                           | کانادا, اسرائیل, ژاپن, |
| | سازمان آزادی‌بخش کامتاپور                                                  | هند |
| | حزب کمونیست کانلیپاک                                                      | هند |
| | کانگلی یاول کانا لوپ                                                      | هند |
| | کتائب حزب‌الله                                                             | امارات متحده عربی, ایالات متحده آمریکا |
| | نیروی تکاور خلستان                                                        | هند |
| | نیروی آزادی‌بخش خلستان                                                     | هند |
| | نیروی خلستان زنده آباد                                                    | اتحادیه اروپا, هند |
| | انجمن پادشاهی ایران                                                       | ایران |
| | حزب کومله کردستان ایران                                                   | ایران |
| | کومله سازمان کردستان حزب کمونیست ایران                                    | ایران |
| | کومله زحمتکشان کردستان                                                    | ایران |
| | جماعت کراسنویارسک                                                         | روسیه |
| | کو کلاکس کلن                                                              | چارلستون، کارولینای جنوبی برخی از مناطق کانادا |
| Flag of Koma Civakên Kurdistanê.svg | کنفدرالیسم جوامع کردستان                                                  | ترکیه |
| | حزب دموکرات کردستان / شمال                                                | ترکیه |
| | حزب دموکرات کردستان ایران                                                 | ایران |
| | حزب دموکرات کردستان (حدک)                                                 | ایران |
| | بازهای آزادی کردستان                                                      | استرالیا, بریتانیا, ایالات متحده آمریکا |
| | حزب آزادی کردستان                                                         | ایران |
| | حزب کارگران کردستان                                                       | اتحادیه اروپا, ناتو, استرالیا, اتریش, جمهوری آذربایجان, بلغارستان, کانادا, کرواسی, فنلاند, ایران, ژاپن, قزاقستان, قرقیزستان هلند, نیوزیلند, لهستان, پرتغال, اسپانیا, سوریه, سوئد, ترکیه, بریتانیا, ایالات متحده آمریکا                                                                                              |
| | لحی                                                                       | اسرائیل, بریتانیا |
| | ببرهای تامیل                                                              | اتحادیه اروپا, کانادا, هند, مالزی, سری‌لانکا, بریتانیا, ایالات متحده آمریکا |
| | لشکر فاطمیون                                                              | کانادا |
| | ارتش مقاومت پروردگار                                                      | اتحادیه آفریقا, ایالات متحده آمریکا |
| | نیروی داوطلب وفادار                                                       | اتحادیه اروپا , بریتانیا |
| | جمهوری خلق لوهانسک                                                        | اوکراین |
| | جبهه آزادی مکینا                                                          | کانادا |
| | شورای مجاهدین اندونزی                                                     | ایالات متحده آمریکا |
| | جبهه آزادی‌بخش خلق مانیپور                                                 | هند |
| | مرکز کمونیست انقلابی هند (مائوئیست)                                       | هند |
| | حزب کمونیست مائوئیست (ترکیه)                                              | ترکیه |
| | مارا سالواتروچا                                                           | السالوادور |
| | گروه ماوت                                                                 | ژاپن |
| | متا پلتفرمز                                                               | روسیه |
| | شبه نظامیان خلق مینین و پوژارسکی                                          | روسیه |
| | مجلس شورای مجاهدین در قدس                                                 | کانادا, امارات متحده عربی, ایالات متحده آمریکا |
| | اخوان‌المسلمین                                                             | سازمان پیمان امنیت جمعی, بحرین, مصر, لیبی (مجلس نمایندگان), قزاقستان, روسیه, سوریه, عربستان سعودی, تاجیکستان, امارات متحده عربی |
| | جنبش برای خودمختاری کابلی                                                 | الجزایر |
| | اقدام ملی                                                                 | بریتانیا |
| | جبهه ملی دموکراتیک بودولند                                                | هند |
| | ارتش آزادیبخش ملی (کلمبیا)                                                | اتحادیه اروپا, کانادا, ژاپن, نیوزیلند, ایالات متحده آمریکا, ونزوئلا (مجمع ملی) کلمبیا |
| | جبهه آزادی‌بخش ملی تریپورا                                                 | هند |
| | نهضت آزادی‌بخش ملی اهواز                                                   | ایران |
| | شورای ملی سوسیالیست ناگالند                                               | هند |
| | دولت وحدت ملی میانمار                                                     | میانمار |
| | داعش بنگال                                                                | ژاپن |
| | شبکه (روسیه)                                                              | روسیه |
| | داوطلبان نارنجی                                                           | اتحادیه اروپا , بریتانیا |
| | ارتش آزادی‌بخش اورومو                                                      | اتیوپی |
| | جبهه آزادی‌بخش فلسطین                                                      | کانادا, اسرائیل, ژاپن, ایالات متحده آمریکا |
| | جهاد اسلامی فلسطین                                                        | اتحادیه اروپا, استرالیا, کانادا, اسرائیل, ژاپن, نیوزیلند, بریتانیا, ایالات متحده آمریکا |
| | صندوق توسعه امداد فلسطین – اینترپال                                       | اسرائیل |
| | ارتش خلق پاراگوئه                                                         | پاراگوئه, ایالات متحده آمریکا |
| | حزب حیات آزاد کردستان                                                     | ایران, ترکیه, ایالات متحده آمریکا, |
| | کنگره مردم ایچکریا و داغستان                                              | روسیه |
| | ارتش آزادی‌بخش خلق مانیپور                                                 | هند |
| | حزب آزادی‌بخش خلق – جبهه ترکیه                                             | بریتانیا |
| | سازمان مجاهدین خلق ایران                                                  | ایران, عراق, ژاپن |
| شورای ملی مقاومت ایران | ایران                                                                     | |
| | حزب انقلابی خلق کانگلیپاک                                                 | هند |
| | جبهه خلق برای آزادی فلسطین                                                | اتحادیه اروپا, کانادا, ژاپن, ایالات متحده آمریکا |
| | جبهه خلق برای آزادی فلسطین – فرماندهی کل                                  | اتحادیه اروپا, کانادا, ژاپن, بریتانیا, ایالات متحده آمریکا |
| | تیپ روز موعود                                                             | امارات متحده عربی |
| | پراد بویز                                                                 | کانادا, نیوزیلند |
| | ارتش جمهوری‌خواه واقعی ایرلند                                              | نیوزیلند, بریتانیا, ایالات متحده آمریکا |
| | تکاور دست قرمز                                                            | بریتانیا |
| | مدافعان دست قرمز                                                          | اتحادیه اروپا , بریتانیا |
| | مقاومت گالیسیا                                                            | اسپانیا |
| | نیروهای مسلح انقلابی کلمبیا                                               | کانادا, ژاپن, نیوزیلند, ونزوئلا (مجمع ملی) |
| | ناراضیان نیروهای مسلح انقلابی کلمبیا                                      | ایالات متحده آمریکا |
| | جبهه میهنی ضدفاشیست انقلابی                                               | اسپانیا |
| | هسته‌های انقلابی                                                           | اتحادیه اروپا , بریتانیا |
| | سازمان انقلاب ۱۷ نوامبر                                                   | اتحادیه اروپا , بریتانیا |
| | حزب انقلابی کردستان                                                       | ترکیه |
| | حزب/جبهه آزادی‌بخش انقلابی خلق                                             | اتحادیه اروپا, ژاپن, نیوزیلند, ترکیه, بریتانیا, ایالات متحده آمریکا |
| | مبارزه انقلابی                                                            | اتحادیه اروپا , ایالات متحده آمریکا |
| | جنبش امپراتوری روسیه                                                      | ایالات متحده آمریکا, کانادا |
| | رشاد                                                                      | الجزایر |
| | بخش راست (شعبه کریمه)                                                     | روسیه |
| روسیه | دولت روسیه                                                                | جمهوری چک, استونی, لتونی, لیتوانی, هلند, لهستان, اسلواکی, اوکراین, شورای اروپا، پارلمان اروپا |
| | جنبش صدوال                                                                | جمهوری آذربایجان, روسیه |
| | جنبش صابرین                                                               | کانادا, ایالات متحده آمریکا |
| | ایرلند آزاد                                                               | بریتانیا |
| | مخالفان سوری بشار اسد                                                     | ایران, روسیه, سوریه |
| | فرقه نجات‌یافته                                                            | بریتانیا |
| | جماعت تبلیغ                                                               | قزاقستان, عربستان سعودی تاجیکستان, |
| | توحید سلام (لشکر قدس)                                                     | ترکیه |
| | جبهه آزادی‌بخش خلق تیگرای                                                  | اتیوپی |
| | گردان‌های المختار                                                          | بحرین, مصر, عربستان سعودی, امارات متحده عربی |
| | فرقه انقلابیون                                                            | ایالات متحده آمریکا |
| | مسیر درخشان                                                               | اتحادیه اروپا, کانادا, ژاپن, نیوزیلند, ایالات متحده آمریکا |
| | مجلس شورای انقلابیون بنغازی                                               | بحرین, مصر, عربستان سعودی, امارات متحده عربی |
| | سپاه صحابه                                                                | پاکستان, بریتانیا |
| | لشکر جنگ خورشید                                                           | استرالیا, بریتانیا |
| | جنبش اسلامی دانشجویان هند                                                 | هند |
| | مجلس عالی نظامی نیروهای متحد مجاهدین قفقاز                                | روسیه |
| | طالبان                                                                    | کانادا, ژاپن, قزاقستان, قرقیزستان, روسیه, تاجیکستان, امارات متحده عربی |
| | تحریک نفاذ شریعت محمدی                                                    | پاکستان بریتانیا |
| | ارتش آزادی‌بخش تامیل نادو                                                  | هند |
| | نیروهای بازیابی ملی تامیل                                                 | هند |
| | سازمان جوانان تامیل                                                       | سری‌لانکا |
| | تنظیم                                                                     | اسرائیل |
| | جمهوری سوم ویتنام                                                         | ویتنام |
| | سه درصد                                                                   | کانادا |
| | دولت فراملی تامیل ایلام                                                   | سری‌لانکا |
| | انجمن دفاع اولستر                                                         | اتحادیه اروپا , بریتانیا |
| | نیروی داوطلب اولستر                                                       | بریتانیا |
| | کلیسای اتحاد                                                              | قرقیزستان |
| | اتحادیه کمیته‌های کار کشاورزی                                              | اسرائیل |
| | اتحادیه کمیته‌های زنان فلسطین                                              | اسرائیل |
| | جبهه متحد آزادی‌بخش آسام                                                   | هند |
| | جبهه متحد آزادی‌بخش ملی                                                    | هند |
| | نیروهای متحد دفاع شخصی کلمبیا                                             | ژاپن |
| · | نیروهای مسلح، فرماندهی مرکزی (سنتکام) و وزارت دفاع ایالات متحده آمریکا    | ایران |
| | پیشتازان فتح                                                              | کانادا |
| | وی تان                                                                    | ویتنام |
| | گروه واگنر                                                                | استونی, فرانسه, لیتوانی, اوکراین, بریتانیا |
| | ویچن آئوکا ماپو                                                           | شیلی |
| | یگان‌های حفاظت از زنان                                                     | ترکیه |
| | جنبش جهانی تامیل                                                          | کانادا |
| | کنگره جهانی جوانان اویغور                                                 | چین |
| | تیپ شهدای یرموک                                                           | ایالات متحده آمریکا |
| / | یگان‌های مدافع خلق / نیروهای دموکراتیک سوریه                               | ترکیه, قطر |

## سازمان‌هایی که در گذشته به‌عنوان تروریستی شناخته شده‌اند اما پس از آن از فهرست خارج شده‌اند
| سازمان                 | سازمان                                              | تعیین‌کنندگان |
| ---------------------- | --------------------------------------------------- | --- |
|                        | سازمان ابونضال                                      | ایالات متحده آمریکا (۸ اکتبر ۱۹۹۷ – ۱ ژوئن ۲۰۱۷) |
|                        | کنگره ملی آفریقا                                    | آفریقای جنوبی (۱۶ دسامبر ۱۹۶۱ – ۱۱ فوریه ۱۹۹۰), ایالات متحده آمریکا (اوت ۱۹۸۸ – ۲۰۰۸)                                                                                        |
|                        | شعبه ایالات متحده بنیاد الحرمین                     | نیوزیلند (?–۲۰۱۴) |
|                        | آلفارو ویو کاراجو                                   | اکوادور (۱۹۸۴–۱۹۹۱) |
|                        | گردان آزوف                                          | ژاپن (۲۰۲۱–۲۰۲۲), |
|                        | هسته‌های ابتکار پرولتاریا                            | اتحادیه اروپا (?–۲۰۰۷) |
|                        | واحدهای ابتکار پرولتری انقلابی                      | اتحادیه اروپا (?–۲۰۰۷) |
|                        | واحدهای سرزمینی ضد امپریالیستی                      | اتحادیه اروپا (?–۲۰۰۷) |
|                        | گروه مسلح اسلامی الجزایر                            | ایالات متحده آمریکا (۸ اکتبر ۱۹۹۷ – ۱۵ اکتبر ۲۰۱۰) |
|                        | اوم شینریکو                                         | اتحادیه اروپا (? – ۱۸ ژوئیه ۲۰۱۱), ایالات متحده آمریکا(۸ اکتبر ۱۹۹۷ – ۲۰ مه ۲۰۲۲)                                                                                            |
|                        | جبهه دموکراتیک برای آزادی فلسطین                    | ایالات متحده آمریکا (۱۰ اوت ۱۹۹۷ – ۱۰ اوت ۱۹۹۹) |
|                        | جنبش استقلال جزایر قناری                            | اسپانیا (۱۹۷۷–۱۹۷۹) |
|                        | نیروهای متحد دفاع شخصی کلمبیا                       | اتحادیه اروپا (? – ۱۸ ژوئیه ۲۰۱۱), ایالات متحده آمریکا (۲۰۰۱–۲۰۱۴) |
|                        | جبهه آزادی کبک                                      | کانادا (۱ آوریل ۱۹۶۳ – ۱۹۷۱) |
|                        | جنبش حوثی‌ها                                         | ایالات متحده آمریکا ۱۹ ژانویه – ۵ فوریه ۲۰۲۱ (از ۱۶ فوریه ۲۰۲۴ دوباره در فهرست قرار داد)                                                                                     |
|                        | شورای آزادی‌بخش ملی هاینپتبر                         | هند (۱۶ نوامبر ۲۰۰۰ – ۲۰۱۱) |
|                        | کاخ و کاهنه چای                                     | اتحادیه اروپا (? – ۱۲ ژوئیه ۲۰۱۰), ایالات متحده آمریکا (۸ اکتبر ۱۹۹۷ – ۲۰ مه ۲۰۲۲)                                                                                           |
|                        | ارتش سرخ ژاپن                                       | ایالات متحده آمریکا (۸ اکتبر ۱۹۹۷ – ۸ اکتبر ۲۰۲۱) |
|                        | خمرهای سرخ                                          | ایالات متحده آمریکا (۸ اکتبر ۱۹۹۷ – ۸ اکتبر ۱۹۹۹) |
|                        | گروه مبارزات اسلامی لیبی                            | بریتانیا (? – نوامبر ۲۰۱۹), ایالات متحده آمریکا |
|                        | جبهه میهنی مانوئل رودریگز                           | ایالات متحده آمریکا (۸ اکتبر ۱۹۹۷ – ۸ اکتبر ۱۹۹۹) |
|                        | گروه مبارزان اسلامی مراکش                           | ایالات متحده آمریکا |
|                        | سازمان مجاهدین خلق ایران                            | اتحادیه اروپا (مه ۲۰۰۲ – ۲۷ ژانویه ۲۰۰۹), کانادا (۲۴ مه ۲۰۰۵ – ۲۰ دسامبر ۲۰۱۲), بریتانیا (۲۸ مارس ۲۰۰۱ – ۲۴ ژوئن ۲۰۰۸), ایالات متحده آمریکا (۸ ژوئیه ۱۹۹۷ – ۲۸ سپتامبر ۲۰۱۲) |
| شورای ملی مقاومت ایران | ایالات متحده آمریکا (۱۵ اوت ۲۰۰۳ – ۲۸ سپتامبر ۲۰۱۲) | |
|                        | جبهه آزادی‌بخش فلسطین                                | بریتانیا (? – ۱۲ ژوئیه ۲۰۱۰) |
|                        | سازمان آزادی‌بخش فلسطین                              | بریتانیا (۱۹۸۸ – ۱۹۹۱) |
|                        | فتح                                                 | ایالات متحده آمریکا (? – ۱۹۸۸) |
|                        | هسته‌های انقلابی                                     | ایالات متحده آمریکا (۱۰ اوت ۱۹۹۷ – ۱۸ مه ۲۰۰۹) |
|                        | سازمان انقلاب ۱۷ نوامبر                             | ایالات متحده آمریکا |
|                        | جنبش انقلابی توپاک آمارو                            | ایالات متحده آمریکا (۱۰ اوت ۱۹۹۷ – ۸ اکتبر ۲۰۰۱) |
|                        | نیروهای مسلح انقلابی کلمبیا                         | اتحادیه اروپا (۲۰۰۱ – ۱۳ نوامبر ۲۰۱۷), ایالات متحده آمریکا (۸ اکتبر ۱۹۹۷ – ۳۰ نوامبر ۲۰۲۱)                                                                                   |
|                        | حزب کمونیست متحد نپال (مائوئیست)                    | ایالات متحده آمریکا (? – ۶ سپتامبر ۲۰۱۲) |
|                        | جبهه آزادی اورومو                                   | اتیوپی (? – ۲۰۱۸) |
|                        | جبهه آزادی‌بخش ملی اوگادن                            | اتیوپی (? – ۲۰۱۸) |
|                        | گین‌بات ۷                                            | اتیوپی (? – ۲۰۱۸) |
|                        | حزب اسلامی ترکستان                                  | ایالات متحده آمریکا (? – ۲۰۲۰) |
|                        | تحریک لبیک پاکستان                                  | پاکستان (۲۰۲۱) |
|                        | اومخونتو وسیزوه                                     | آفریقای جنوبی |